# (I Know) I'm Losing You
(I Know) I'm Losing You was een single van de Amerikaanse soul groep The Temptations. Het nummer werd uitgebracht op 2 november 1966 en behaalde de top van de R&B-lijst, de top 10 op de Amerikaanse poplijst en de top 20 op de poplijst in het Verenigd Koninkrijk. Ondanks dat het nummer al eind 1966 uitgebracht werd, verscheen het pas in de zomer van 1967 op een album, namelijk With a Lot o' Soul.
Het onderwerp van het nummer is dat de verteller zijn geliefde steeds verder van hem ziet verdwijnen en een nieuwe liefde heeft gevonden. Hij vertelt aan alles aan haar te kunnen zien dat dit zo is en dat hij het niet kan verdragen dat zij steeds verder weg van hem raakt. Het muzikale gedeelte van het nummer is, in tegenstelling tot de tekst, anders dan de eerdere nummers van The Temptations. Er zijn harde, scherpe blazers te horen en rock-achtige gitaar als riff. De instrumentatie van het nummer is vergelijkbaar met dat van nummers van James Brown.
The Temptations gebruikte jarenlang (I Know) I'm Losing You als toepasselijk einde van liveoptredens.
Het nummer is meerdere malen gecoverd. Een van deze coverversies, die van Rare Earth, deed het op de poplijst beter dan het origineel met een #7 notering. Op de R&B-lijst bleef het echter slechts hangen op een #20 positie. Dit komt mede doordat de versie van Rare Earth meer rock is dan R&B. De reguliere versie van de Rare Earth-cover duurt 10:56 minuten, maar de singleversie is ingekort tot 3:36 minuten.
Naast de Rare Earth-cover bestaan er ook covers van onder anderen Rod Stewart, The Jackson 5 en The Uptown Girls.

## Bezetting The Temptations
- Lead: David Ruffin
- Achtergrond: Paul Williams, Otis Williams, Melvin Franklin en Eddie Kendricks
- Instrumentatie: The Funk Brothers en Cornelius Grant op gitaar
- Schrijvers: Norman Whitfield en Eddie Holland
- Productie: Norman Whitfield

## Bezetting Rare Earth
- Lead: Pete Rivera
- Achtergrond: Gil Bridges en Rod Richards
- Instrumentatie: Gil Bridges op saxofoon, Pete Rivera op drums, Rod Richards op gitaar, John Parrish op basgitaar en Kenny James op keyboard
- Productie: Rare Earth